# Andrew Harrison
Pour les articles homonymes, voir Harrison.
Andrew Michael Harrison, né le 28 octobre 1994 à San Antonio au Texas (États-Unis), est un joueur américain de basket-ball. Il évolue au poste d'arrière.
Il est le frère jumeau d'Aaron Harrison.

## Biographie
Le 1er novembre 2018, il est coupé par les Grizzlies de Memphis.
Le 9 novembre 2018, il signe un contrat two-way avec les Cavaliers de Cleveland. Le 2 décembre 2018, il est libéré de son contrat par la franchise de l'Ohio.
Le 5 décembre 2018, les Pelicans de La Nouvelle-Orléans annoncent avoir signé Andrew Harrison jusqu'à la fin de la saison, par l'intermédiaire d'un contrat two-way.
Le 8 janvier 2019, il est coupé par les Pelicans de La Nouvelle-Orléans.
Fin février 2019, Harrison rejoint le BC Khimki Moscou qui participe à l'Euroligue.

## Palmarès
- McDonald's All-American (2013)

## Statistiques

### Universitaires
Les statistiques d'Andrew Harrison en matchs universitaires sont les suivantes :
| Année     | Équipe   | Matches | Titul. | Min./m. | %tir | %3pts | %l-f | rbds/m. | pass/m. | int/m. | ctr/m. | pts/m. |
| --------- | -------- | ------- | ------ | ------- | ---- | ----- | ---- | ------- | ------- | ------ | ------ | ------ |
| 2013-2014 | Kentucky | 40      | 39     | 31,7    | 36,7 | 35,1  | 76,4 | 3,15    | 3,98    | 0,53   | 0,23   | 10,85  |
| 2014-2015 | Kentucky | 39      | 39     | 25,5    | 37,8 | 38,3  | 79,2 | 2,23    | 3,56    | 1,03   | 0,21   | 9,33   |
| Carrière  | Carrière | 79      | 78     | 28,6    | 37,2 | 36,7  | 77,7 | 2,70    | 3,77    | 0,77   | 0,22   | 10,10  |

## Records sur une rencontre en NBA
Les records personnels d'Andrew Harrison en NBA sont les suivants, :
| Type de statistique        | Saison régulière | Saison régulière                  | Saison régulière  | Playoffs | Playoffs               | Playoffs      |
| Type de statistique        | Record           | Adversaire                        | Date              | Record   | Adversaire             | Date          |
| -------------------------- | ---------------- | --------------------------------- | ----------------- | -------- | ---------------------- | ------------- |
| Points                     | 28               | Thunder d'Oklahoma City           | 14 février 2018   | 10       | @ Spurs de San Antonio | 15 avril 2017 |
| Paniers marqués            | 10               | Thunder d'Oklahoma City           | 14 février 2018   | 4        | @ Spurs de San Antonio | 25 avril 2017 |
| Paniers tentés             | 16               | 2 fois                            | 2 fois            | 7        | @ Spurs de San Antonio | 25 avril 2017 |
| Paniers à 3 points réussis | 5                | Thunder d'Oklahoma City           | 14 février 2018   | 2        | Spurs de San Antonio   | 27 avril 2017 |
| Paniers à 3 points tentés  | 7                | @ Pelicans de La Nouvelle-Orléans | 5 décembre 2016   | 3        | 3 fois                 | 3 fois        |
| Lancers francs réussis     | 8                | 2 fois                            | 2 fois            | 3        | 2 fois                 | 2 fois        |
| Lancers francs tentés      | 11               | @ Celtics de Boston               | 26 février 2018   | 4        | @ Spurs de San Antonio | 15 avril 2017 |
| Rebonds offensifs          | 3                | @ Suns de Phoenix                 | 21 décembre 2017  | 1        | 4 fois                 | 4 fois        |
| Rebonds défensifs          | 7                | @ Celtics de Boston               | 26 février 2018   | 3        | Spurs de San Antonio   | 22 avril 2017 |
| Rebonds totaux             | 7                | 2 fois                            | 2 fois            | 3        | Spurs de San Antonio   | 22 avril 2017 |
| Passes décisives           | 9                | Lakers de Los Angeles             | 24 mars 2018      | 6        | Spurs de San Antonio   | 20 avril 2017 |
| Interceptions              | 6                | @ Timberwolves du Minnesota       | 1er novembre 2016 | 1        | 3 fois                 | 3 fois        |
| Contres                    | 3                | @ Cavaliers de Cleveland          | 13 décembre 2016  | 1        | Spurs de San Antonio   | 22 avril 2017 |
| Balles perdues             | 6                | @ Pacers de l'Indiana             | 31 janvier 2018   | 1        | 3 fois                 | 3 fois        |
| Minutes jouées             | 44               | @ Celtics de Boston               | 27 décembre 2016  | 25       | Spurs de San Antonio   | 20 avril 2017 |

- Double-double : 0
- Triple-double : 0

## Vie privée
Son frère jumeau Aaron est aussi basketteur.